# Otto Kandler

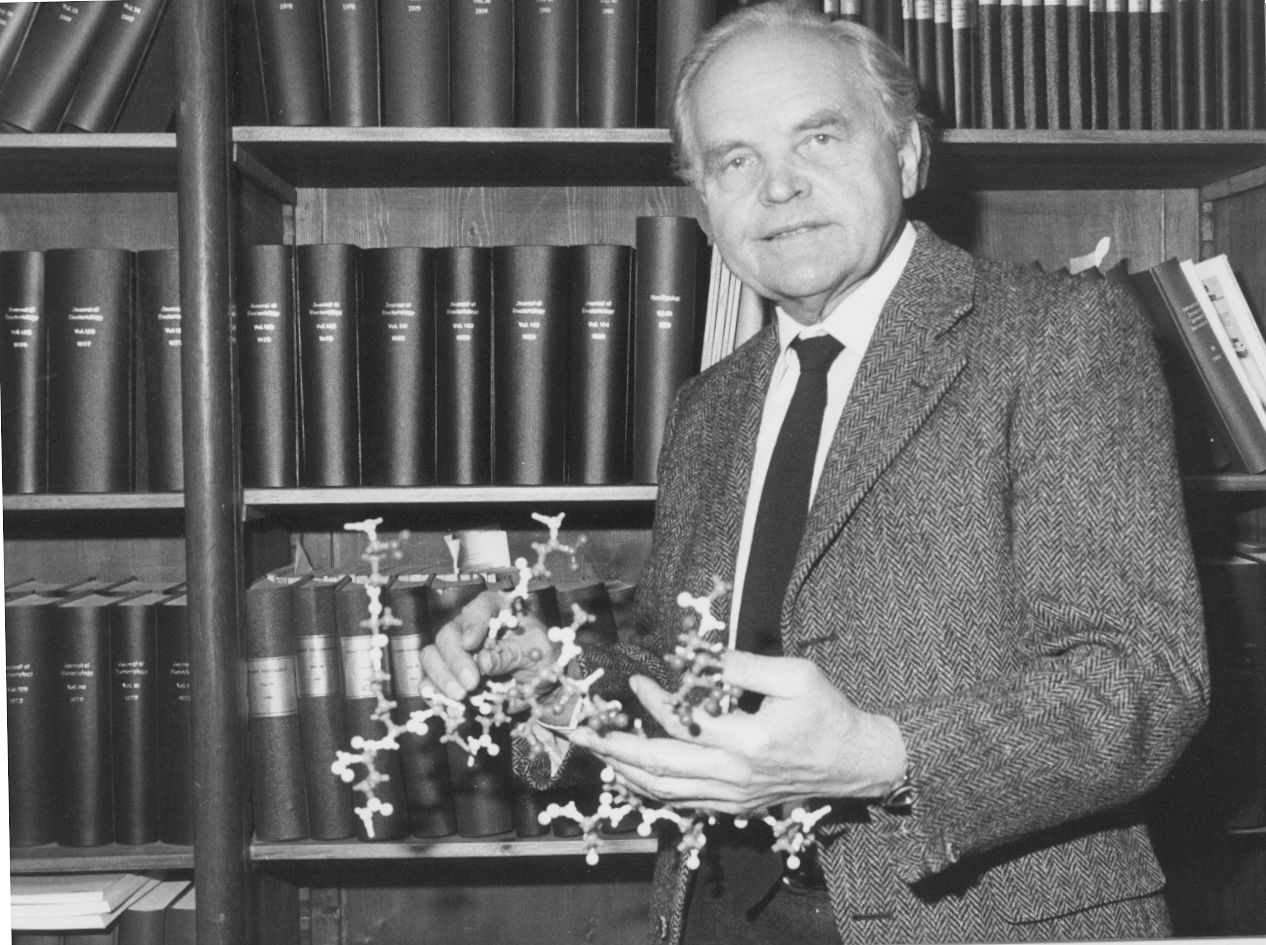
Otto Kandler 1983 mit dem Modell von Pseudomurein (Pseudopeptidoglycan)

Otto Kandler (* 23. Oktober 1920 in Deggendorf; † 29. August 2017 in München) war ein deutscher Botaniker und Mikrobiologe, zuletzt em. Professor für Allgemeine Botanik an der Ludwig-Maximilians-Universität München (LMU).
Die wichtigsten Entdeckungen bzw. grundlegenden Arbeiten, die mit Otto Kandlers Namen verbunden sind, stammen aus den Gebieten der Photosynthese, des pflanzlichen Kohlenhydratstoffwechsels, der Strukturaufklärung bakterieller Zellwände (Mureine/Peptidoglykane), der Systematik von Laktobazillen, der Chemotaxonomie von Pflanzen und Mikroorganismen und einer Neukonzeption der Phylogenie der Organismen. Er erbrachte den ersten experimentellen Nachweis einer Photophosphorylierung in vivo. Seine Entdeckung grundlegender Zellwandunterschiede zwischen Bakterien und Archaeen (bis 1990 „Archaebakterien“) führte ihn zu der Erkenntnis, dass diese eine eigenständige Gruppe von Organismen bilden und machte ihn zum Begründer der Archaeenforschung in Deutschland. Gemeinsam mit Carl Woese schlug er einen Stammbaum des Lebens mit den drei Domänen Archaea, Bacteria, Eucarya vor. Die Themen frühe Evolution und Diversifizierung des Lebens auf der Erde haben ihn seit seiner Jugend beschäftigt. In seinen letzten diesbezüglichen Veröffentlichungen stellt er seine Präzellen-Theorie (pre-cell theory) vor, ein Konzept nach dem die drei Entwicklungslinien des Lebens nicht aus einer ursprünglichen „ersten“ Zelle (ancestral cell, last universal common ancestor – LUCA) hervorgingen, sondern aus einer Population von Präzellen.
Themen seiner angewandten Forschung waren z. B. die Mikrobiologie von Milch, Milchprodukten oder Abwässern, die Produktion von Biogas und die Erforschung von Waldschäden. Eigene Untersuchungen führten zu seiner entschiedenen Kritik am sogenannten Waldsterben.

## Leben
Otto Kandler wurde am 23. Oktober 1920 in Deggendorf in Niederbayern als sechstes Kind einer Gärtnerfamilie geboren und interessierte sich früh für Pflanzen bzw. für die Natur ganz allgemein. Als er mit 12 Jahren dem Pfarrer davon berichtete, dass er über Charles Darwin gelesen habe, bekam er dafür Stockhiebe; doch sein Interesse für evolutionsbiologische Fragestellungen begleitete ihn sein Leben lang. Er besuchte acht Jahre die Volksschule in Schaching/Deggendorf und sollte anschließend eine Lehre machen, da seine Eltern das damals erforderliche Schulgeld für das Gymnasium nicht aufbringen konnten. Seine Lehrer ermunterten die Eltern jedoch, ihren Sohn weiter studieren zu lassen. So besuchte er von 1935 bis 1938 die „Deutsche Aufbauschule“ in Straubing, eine Lehrerbildungsanstalt für begabte Kinder aus nicht vermögendem Hause (mittlerweile Anton-Bruckner-Gymnasium Straubing). Seine Studienpläne wurden jedoch vom Zweiten Weltkrieg durchkreuzt, er wurde zum Reichsarbeitsdienst eingezogen und musste später bis Kriegsende als Bodenfunker in Russland dienen. Zum Kriegsende wurde seine Einheit nach Österreich verlegt. Um nicht in russische Gefangenschaft zu geraten, fuhr er mit dem Fahrrad in bereits amerikanisch besetztes Gebiet, wurde amerikanischer Kriegsgefangener, aber nach kurzer Zeit entlassen. 1945–1946 baute er die elterliche Gärtnerei in Deggendorf wieder auf; vor allem Weißkraut und Chrysanthemen brachten etwas Geld, mit dem er später auch sein Studium finanzierte.

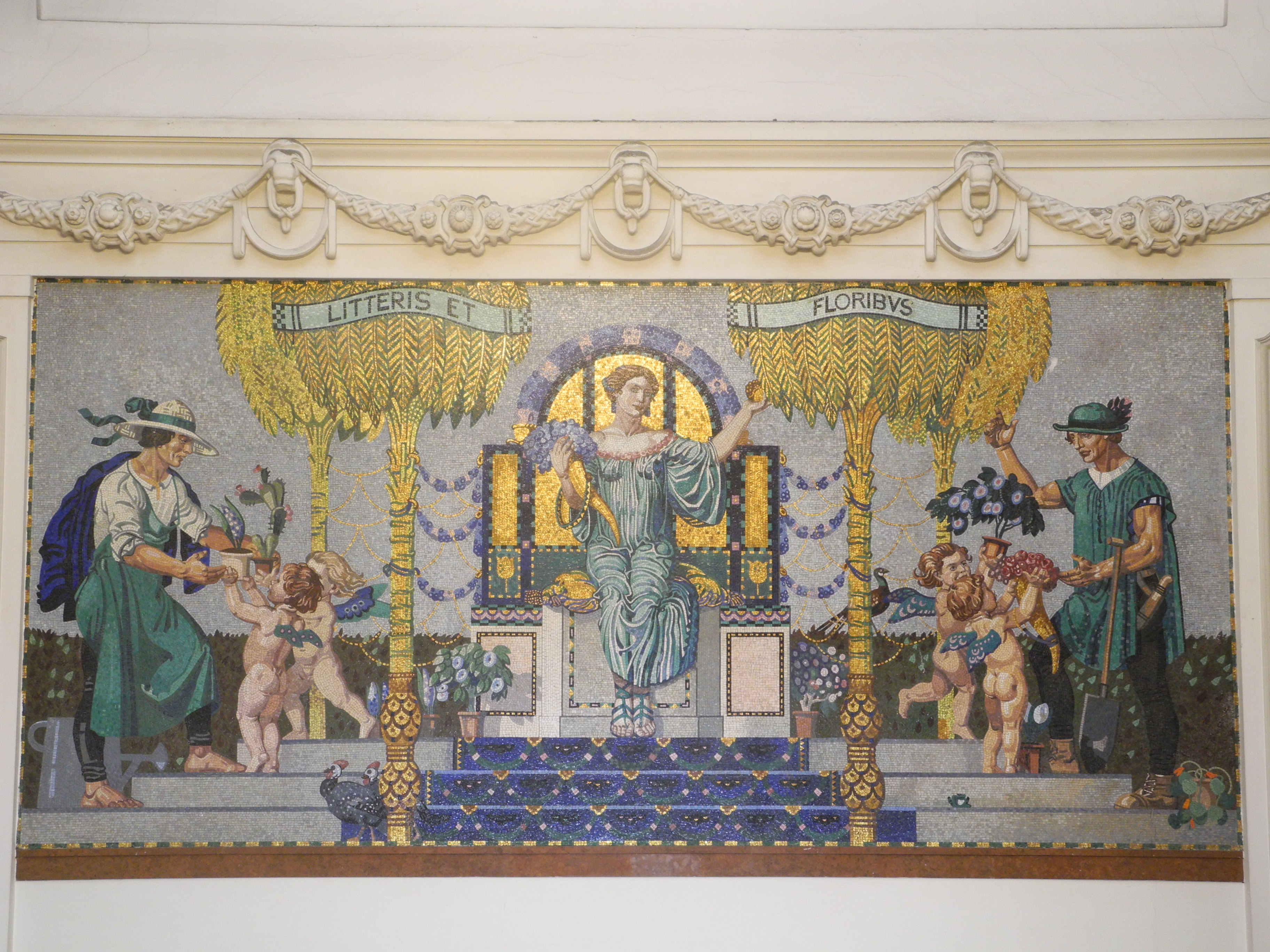
Wand-Mosaik in der Eingangshalle des historischen Gebäudes des Botanischen Instituts der LMU in München, Menzingerstr. 67; Einweihung im Jahr 1914.

Kandler war sehr an den Naturwissenschaften interessiert, aber erst 1946 konnte er sich an der Ludwig-Maximilians-Universität München (LMU) einschreiben, und zwar für Botanik, Zoologie, Chemie, Geologie und Physik; zusätzlich besuchte er Philosophie-Vorlesungen. Die Institute lagen in Trümmern, daher musste er für die Zulassung zum Studium, wie damals üblich, Schutträum- und Aufbauarbeiten nachkommen. Nach drei Semestern suchte er sich selbst ein Thema für seine Doktorarbeit in Botanik und kultivierte als Erster in Deutschland ab 1947 isoliertes Pflanzengewebe zur Untersuchung von Stoffwechsel und Wachstum unter definierten in vitro Bedingungen. 1949 schloss er seine Dissertation ab (summa cum laude) und wurde wissenschaftlicher Assistent am Botanischen Institut der LMU; nach seiner Habilitation 1953 war er weiterhin als Privatdozent bis 1957 an der LMU tätig. Im Jahr 1953 heiratete er Gertraud Schäfer, damals Doktorandin der Mikrobiologie. Sie haben drei Töchter und vier Enkelkinder. Für seine Arbeiten zur Photophosphorylierung erhielt er von der Rockefeller Foundation ein großzügiges Forschungsstipendium für ein Jahr in den USA, das er 1956–1957 wahrnahm.
Nach seiner Rückkehr übernahm er (zermürbt über die desolate Laborausstattung des Botanischen Instituts in München) 1957 die Leitung des Bakteriologischen Instituts der Süddeutschen Versuchs- und Forschungsanstalt für Milchwirtschaft in Weihenstephan, die er bis 1965 weiterführte, nicht zuletzt um die dortigen sehr guten Laborbedingungen weiter nutzen zu können.
1960 wurde er auf den Lehrstuhl für Angewandte Botanik der Technischen Hochschule München berufen, wo er die notwendigen Forschungslabore erst modernisieren musste.
1968 erhielt er den Ruf auf den Lehrstuhl für Allgemeine Botanik an der Ludwig-Maximilians-Universität München, den er bis zu seiner Emeritierung 1986 innehatte.
Sein breites wissenschaftliches Interesse geht aus den Titeln seiner über 400 Publikationen hervor.
Kandler hätte am 23. Oktober 2020 seinen 100. Geburtstag gefeiert. Aus diesem Anlass schenkte seine Familie seine Sammlung botanischer Werke vom Beginn der Frühen Neuzeit bis ins 20. Jahrhundert an die Regensburgische Botanische Gesellschaft, deren Bibliothek von der Universitätsbibliothek Regensburg betreut wird. Die bereits begonnene Digitalisierung der Werke, u. a. Kräuterbücher aus dem 16. und 17. Jahrhundert, wird dazu beitragen, diese wertvollen Quellen allgemein zugänglich zu machen.

## Pflanzenphysiologie
Von Anfang an galt sein besonderes Interesse den Stoffwechsel- und Wachstumsvorgängen von Pflanzen und den dafür verantwortlichen Faktoren, insbesondere der damals noch nicht verstandenen Photosynthese und dem pflanzlichen Kohlenhydratstoffwechsel. Für seine Doktorarbeit (1949) stellte er – wie oben beschrieben – erstmals in Deutschland pflanzliche Gewebekulturen her  und machte mit ihnen stoffwechselphysiologische Experimente unter definierten in vitro Bedingungen.
In seinem Beitrag „Historical perspectives on queries concerning photophosphorylation“ beschreibt Kandler die Anfänge der Photophosphorylierungsforschung und die seines eigenen Interesses daran: Im Jahr 1948 inspirierte ihn ein Vortrag von Feodor Lynen (Nobelpreis für Physiologie oder Medizin, 1964) über den Phosphatstoffwechsel der Hefe. In diesen Nachkriegsjahren lag das ursprüngliche Chemische Institut der Ludwig-Maximilians-Universität München noch in Trümmern, so dass Feodor Lynen und sein Assistent Helmut Holzer vorübergehend als Gäste im unzerstörten Botanischen Institut arbeiteten, zufällig Tür an Tür neben dem Labor, in dem Kandler mit seiner Doktorarbeit beschäftigt war. Kandler war beeindruckt von den experimentellen Methoden im Lynen-Labor, die er aus nächster Nähe verfolgte; er und der gleichaltrige Holzer wurden gute Freunde. Damals gelang Holzer der erste Nachweis einer ATP-Bildung bei Hefe bei der Oxydation von Buttersäure zu Hydroxybuttersäure. Die dabei verwendete Technik der Messung der Phosphorylierungsrate in vivo übertrug Kandler dann auf Photosynthese-Experimente mit Chlorella.
So gelang ihm 1950 als Erstem der experimentelle Nachweis einer lichtabhängigen ATP-Bildung (Photophosphorylierung) in vivo bei intakten Chlorella Zellen, Befunde, denen Daniel I. Arnon, der die Photophosphorylierung später bei isolierten Chloroplasten nachwies, vollen Kredit zollte. Auf Grund dieser Veröffentlichungen wurde ihm ein Rockefeller-Stipendium angeboten, welches ihm 1956/57 ermöglichte, in den USA jeweils sechs Monate in den Laboratorien von Martin Gibbs (Brookhaven National Laboratory, Long Island, New York) und Melvin Calvin (Chemistry Department, University of California, Berkeley, 1961 Nobelpreis für Chemie) weiter an zentralen Fragen der Photosynthese zu arbeiten (z. B. dem heute als Calvin-Benson-Bassham-Zyklus bekannten biochemischen Weg des Kohlenstoffs in der Photosynthese). Von dort brachte er die Methode der radioaktiven Markierung bzw. der Arbeit mit radioaktiven Isotopen nach Deutschland mit.
Zusammen mit seinen Mitarbeitern hat Kandler später das Vorkommen von ADP-Glucose, den Glucose-Donor der Stärkebiosynthese, zum ersten Mal in Pflanzen nachgewiesen. Er hat wesentlich zur Aufklärung der komplizierten Biosynthese verzweigt-kettiger Monosaccharide (Hamamelose, Apiose) beigetragen und schließlich die Biosynthese der in Pflanzen häufigsten Oligosaccharide, der Zucker der Raffinose-Familie, aufgeklärt. Im Zusammenhang mit dem zuletzt genannten Befund wurde die Funktion des Galaktinols, eines Galaktosids des Inositols, als Galaktosyl-Donor und somit jene des Inositols als Cofaktor von Zuckertransfer-Reaktionen in Pflanzen entdeckt.

## Mikrobiologie
Ein Schwerpunkt von Otto Kandlers Forschung lag auf dem Stoffwechsel und der Chemotaxonomie von Pflanzen und Mikroorganismen, besonders der Chemie der Zellwände von Bakterien. Neben seinen pflanzenphysiologischen Kerninteressen hat sich Kandler schon früh für Bakterien und auf der Suche nach „Urbakterien“ vor allem für das Vorhandensein bzw. Fehlen ihrer Zellwände interessiert. Zusammen mit seiner Ehefrau Gertraud publizierte er heute noch zitierte Arbeiten über die sog. PPLOs, zellwandlose, Penicillin-resistente Bakterien (jetzt Mycoplasmen) und L-Formen von Bakterien (Bakterien, die ihre Zellwände verloren haben). In diesen Arbeiten wurde gezeigt, dass PPLOs (Mycoplasmen) und L-Form Bakterien sich nicht durch Zweiteilung (binary fission), sondern durch Knospung vermehren.
Während seiner Zeit als Leiter des Bakteriologischen Instituts der Süddeutschen Versuchs- und Forschungsanstalt für Milchwirtschaft in Freising-Weihenstephan befasste er sich intensiv mit der Milchbakteriologie, insbesondere mit der Physiologie und der Systematik der Milchsäurebakterien (Laktobazillen), über die er auch das einschlägige Kapitel in „Bergey’s Manual“, der „Bibel“ der Mikrobiologen, verfasste. Darüber hinaus verfasste er zahlreiche Arbeiten über die Isolierung, Beschreibung und Taxonomie von anderen Bakterien.
Kandler war einer der ersten, der – zusammen mit seiner Arbeitsgruppe – die Chemie und Struktur der Zellwände der Bakterien untersuchte. Die Primärstruktur des Peptidoglykans (Mureins), der typischen Komponente der Zellwände der Bakterien, wurde aufgeklärt. Kandler erkannte den Wert der Aminosäure-Sequenzen von Peptidoglycan als chemotaxonomischen Marker. Die verschiedenen Peptidoglykan-Typen und ihre taxonomische Bedeutung (als Marker für die tiefsten Verzweigungen im Stammbaum der Bakterien) wurden ausführlich beschrieben (Schleifer und Kandler 1972). Kandlers Zellwandanalysen umfassten auch „Methanbakterien“ (Methanbildner, bzw. Methanogene) und „Halobakterien“ (Halophile).
Im Oktober 1976 entdeckte Kandler, dass zwei Stämme von Methanosarcina barkeri kein Peptidoglykan enthalten (Kandler und Hippe 1977). Dies führte ihn zu der Erkenntnis, dass Methanogene (wie z. B. Methanosarcina) eine eigenständige, von den Bakterien verschiedene Gruppe darstellen.
Der von ihm und seiner Arbeitsgruppe geführte Nachweis des Fehlens von Peptidoglykan zunächst bei „Methanbakterien“ und auch bei „Halobakterien“ (den ersten beiden Gruppen, die man dann als „Archaebakterien“ (seit 1990 Archaea) bezeichnete), war anfangs ein wesentlicher Befund für die Abtrennung dieser Organismengruppe von den Bakterien. Bei einigen der „Archaebakterien“ (jetzt Archaea) konnte von Kandler und König 1979 eine neuartige Zellwandkomponente, das Pseudomurein (heute Pseudopeptidoglycan), nachgewiesen und in seiner Struktur aufgeklärt werden.
Der thermophile Methanbildner Methanopyrus kandleri wurde von Karl O. Stetter zu Ehren von Kandlers 70. Geburtstag benannt.
Zusammen mit Hans Günter Schlegel war Kandler maßgeblich beteiligt an der Gründung der Deutschen Sammlung von Mikroorganismen und Zellkulturen (DSMZ) in Braunschweig.
Kandler war Begründer und Herausgeber der Fachzeitschrift Systematic and Applied Microbiology sowie Mit-Herausgeber der Archives of Microbiology und der Zeitschrift für Pflanzenphysiologie.

## Archaeenforschung und 3-Domänen-Konzept des Lebens
Kandlers Schwerpunkt in der Mikrobiologie war die Erforschung der Archaeen (bis 1990 „Archaebakterien“ genannt). Die bereits im Oktober 1976 von ihm gemachte Entdeckung, dass in den Zellwänden von zwei Methanogenen-Stämmen das bakterientypische Peptidoglykan (Murein) fehlt (Kandler & Hippe 1977) war ein erster Hinweis darauf, dass die Methanogenen eine eigenständige Gruppe von Organismen bilden. Otto Kandler war sehr erfreut, als er am 11. November 1976 durch einen Brief von Ralph Wolfe erfuhr, dass Carl Woese (Universität Illinois, Urbana, USA) mit seiner 16S rRNA-Methode gerade grundlegende Unterschiede zwischen Bakterien und Methanogenen entdeckt hatte. Wolfe (ein Methanogenen-Experte) hatte in diesem Brief auch angeboten, Methanogenen-Kulturen zur Zellwandanalyse an Kandler, den er als Zellwandexperten kannte, zu schicken. Als Kandler diesen Brief erhielt, saß zufällig gerade Marvin P. Bryant (ebenfalls Methanogenen-Experte der Universität Illinois) in seinem Büro, mit dem er auf der Grundlage seiner Entdeckung bereits eine Zusammenarbeit geplant hatte um weitere Methanogenen-Zellwände zu untersuchen. Kandler antwortete sofort, wie beeindruckt er von Woeses Ergebnissen sei und dass er sehr gerne Wolfes Methanogenen-Stämme untersuchen würde. Er schrieb auch, dass die Methanogenen und wohl auch die Halophilen als eigene Gruppe zu betrachten seien, die vor der „Erfindung“ von Peptidoglycan von den übrigen Prokaryoten abgezweigt sei.

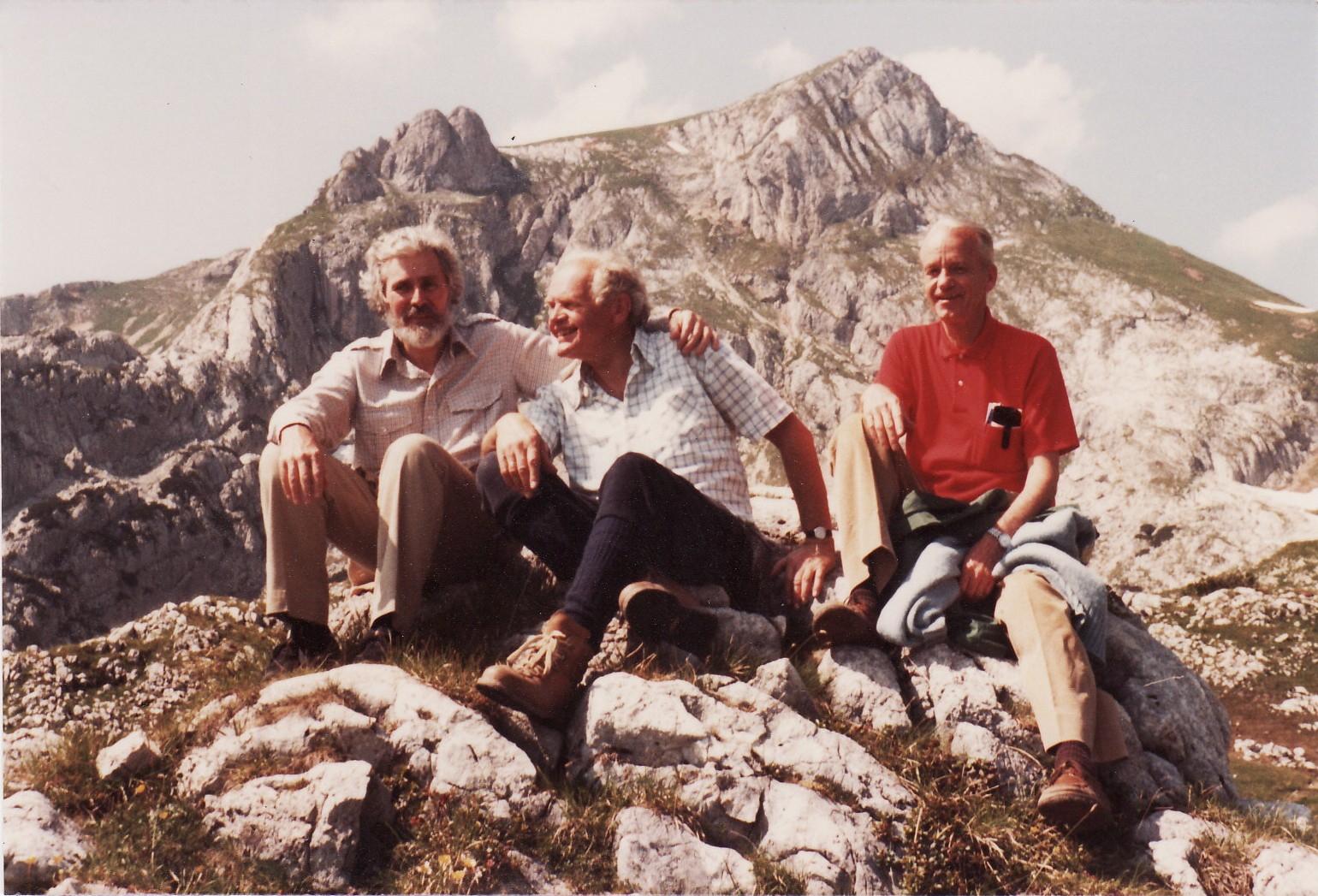
Carl Woese (links), Otto Kandler und Ralph Wolfe während ihrer Bergtour zur Hochiss (2299 m, Rofangebirge) im Sommer 1981; Foto: Gertraud Kandler

Kandlers erster Besuch bei Carl Woese fand im Januar 1977 statt. Er war sofort von Woeses neuem Konzept überzeugt, denn seine Zellwandanalysen passten perfekt zu den Ergebnissen der 16S rRNA-Analysen von Woese. Dies war der Anfang einer fruchtbaren transatlantischen Zusammenarbeit basierend auf dem Austausch von Bakterien-Kulturen, Daten und Ideen. Zeitgleich und in ständigem Kontakt untersuchten Kandler und seine Gruppe die Zusammensetzung der Zellwände und Woese mit seiner Gruppe die jeweilige 16S rRNA-Ausprägung an den gleichen Mikroorganismen.
In ihrer grundlegenden, häufig zitierten Publikation führten Woese und Fox im November 1977 den Terminus „archaebacteria“ ein. Sie zitierten Kandlers Arbeit und nannten die allerersten drei Belege für das Konzept der „Archaebakterien“, welches zu diesem Zeitpunkt nur die Methanogenen umfasste:
1. Das Fehlen von Peptidoglycan bei Methanogenen (Kandler)
2. Zwei ungewöhnliche Coenzyme bei Methanogenen (Wolfe)
3. Die Ergebnisse der 16S rRNA Gen-Sequenzierug bei Methanogenen (Woese).

In dieser Veröffentlichung benutzten Woese und Fox noch eine vorläufige Terminologie („domains“ damals nur für die zwei Gruppierungen Prokaryoten und Eukaryoten; „primary kingdoms“ oder „urkingdoms“ für die drei Gruppierungen „eubacteria“, „archaebacteria“ und „urkaryotes“. Erst 1990 wurden von Woese und Kandler die drei Domänen Bacteria, Archaea and Eukarya vorgeschlagen, s.u.).
Doch während Woese in den USA zunächst nur wenig Unterstützung und z. T. sogar heftige Kritik für seinen Vorschlag bekam, die Lebewesen in drei „lines of descent“ zu unterteilen, war Kandler davon voll überzeugt und bezeichnete Woese als „Darwin des zwanzigsten Jahrhunderts“.

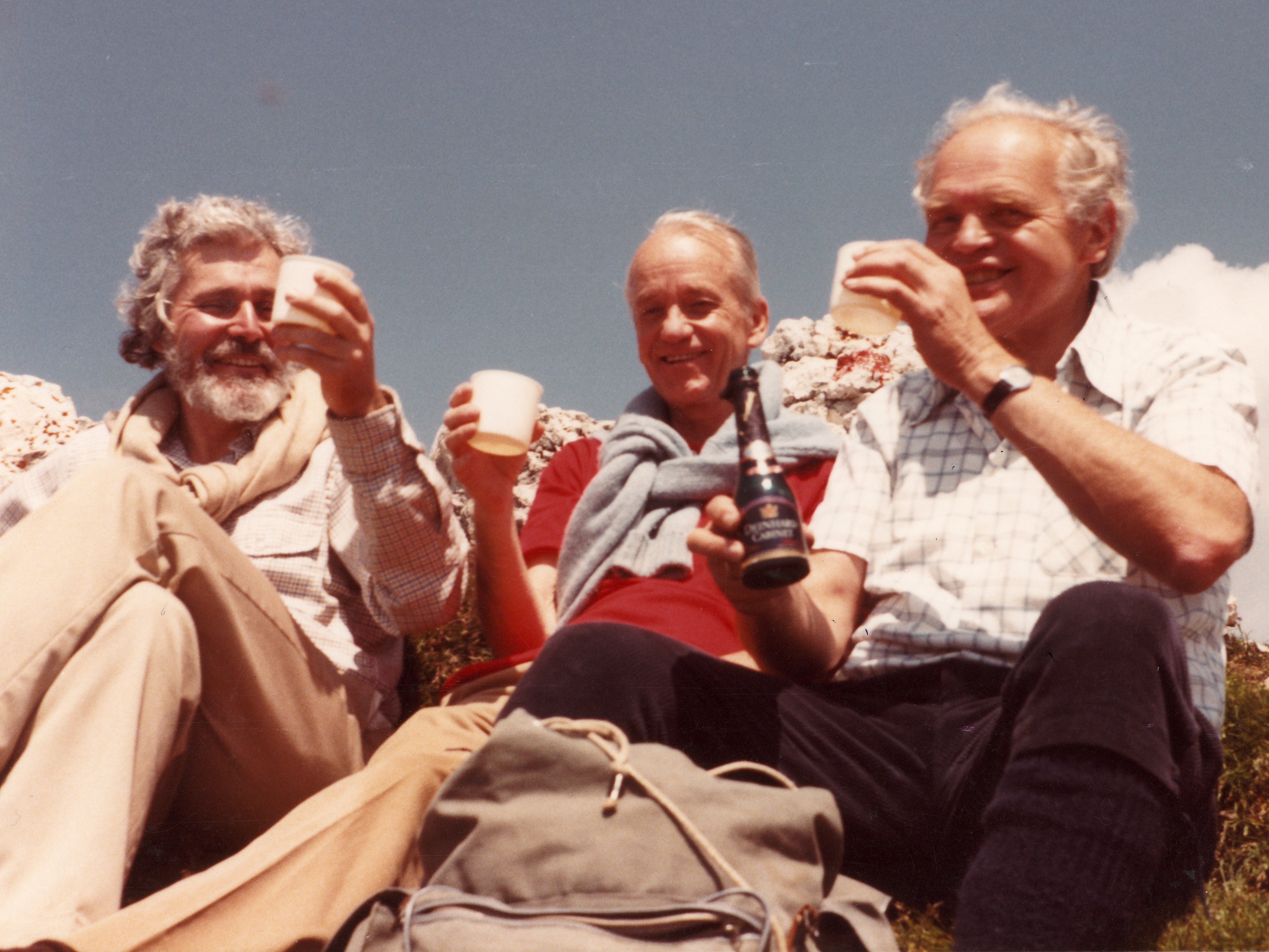
Carl Woese (links), Ralph Wolfe und Otto Kandler (rechts) feiern die „Archaebakterien“ bei einer Bergtour auf die Hochiss (2299 m, Rofangebirge) im Sommer 1981; Foto: Gertraud Kandler

Mit all seiner Kraft und Leidenschaft setzte sich Kandler dafür ein, dass die „Archaebakterien“ (seit 1990 Archaeen) in Deutschland zu einem herausragenden Forschungsschwerpunkt wurden. Er organisierte im Frühjahr 1978 in München das erste „Archaebakterien“-Treffen überhaupt, zu dem jedoch Carl Woese nicht kommen konnte. Im Sommer 1979 gelang es Kandler, Carl Woese zu einem Gastvortrag im Rahmen einer Tagung der Deutschen Gesellschaft für Hygiene und Mikrobiologie in München einzuladen und Carl Woese kam zum ersten Mal nach Deutschland (München). Im Botanischen Institut der LMU München wurde Carl Woese damals mit Fanfaren, einem Konzert und einer Dinner-Party in der großen Eingangshalle empfangen (Foto vgl. Abschnitt „Leben“). Im Sommer 1981 organisierte Kandler ebenfalls in München die erste internationale Konferenz über (damals noch) „Archaebakterien“, an der auch Carl Woese und Ralph Wolfe teilnahmen.
Die dort präsentierten zahlreichen Belege für wesentliche strukturelle, biochemische und molekulare Unterschiede zwischen Bakterien und „Archaebakterien“ führten dazu, dass das Konzept der „Archaebakterien“ und deren Einzigartigkeit Anerkennung fanden. Carl Woese, Ralph Wolfe und Otto Kandler feierten die „Archaebakterien“ anschließend bei einer gemeinsamen Bergtour auf dem Gipfel der Hochiss (Rofangebirge) in 2299 m Höhe.

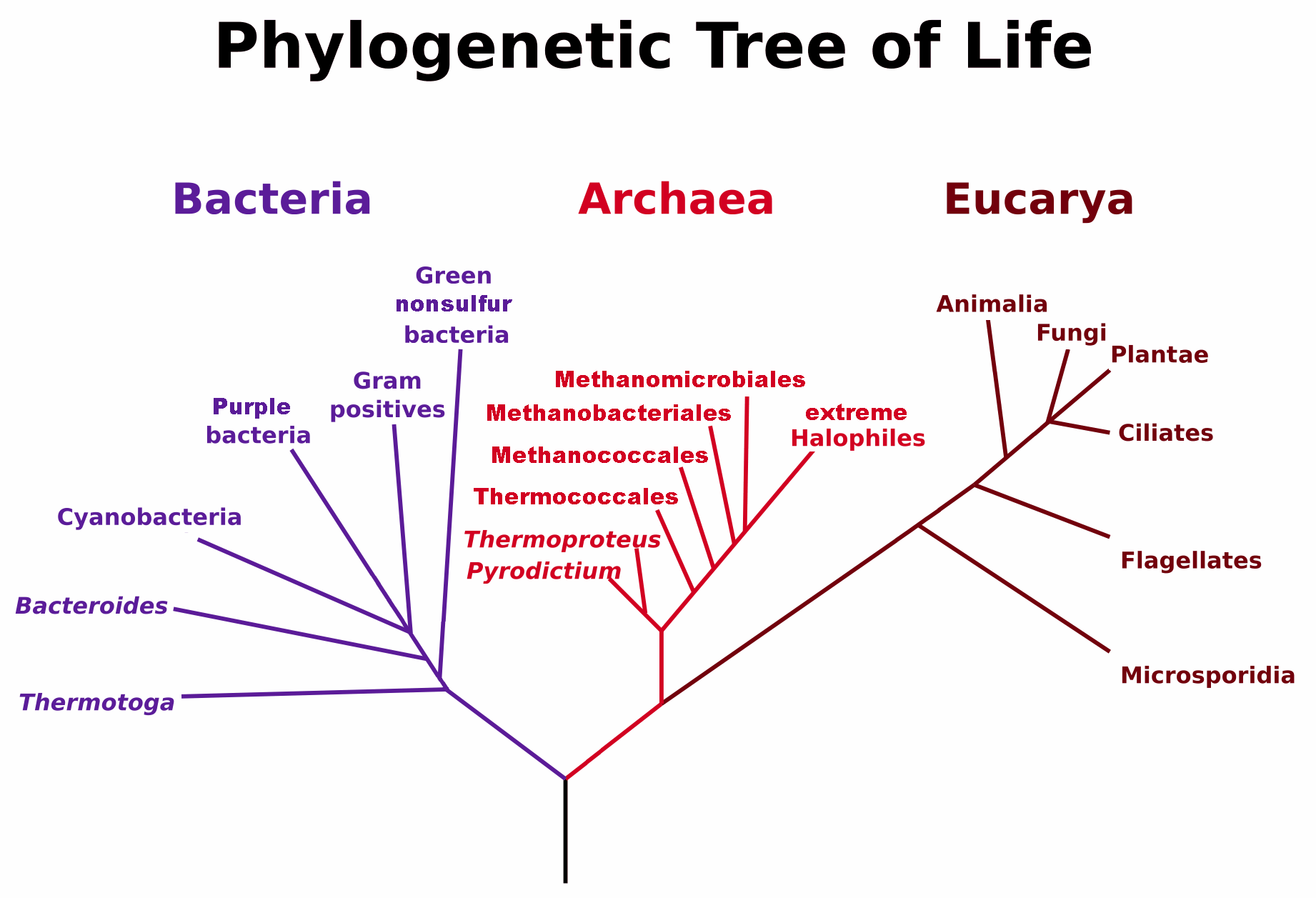
Phylogenetischer Stammbaum des Lebens mit den drei Domänen Bacteria, Archaea und Eucarya (Woese, Kandler & Wheelis, 1990, S. 4578)

1985 organisierten Otto Kandler und Wolfram Zillig (wiederum in München) eine zweite internationale „Archaebakterien“-Konferenz.
Inzwischen war die Zustimmung zum „Archaebakterien“-Konzept sowie zu der von Woese vorgeschlagenen phylogenetischen Teilung der Organismen in drei Gruppen (Bakterien, „Archaebakterien“ und Eukaryoten) auf der Basis der 16S rRNA Sequenzierung und zusätzlicher Merkmale zwar gewachsen, wurde aber nicht durchwegs akzeptiert. Auch eine intensive Diskussion über die Klassifikationsebene und Terminologie hatte begonnen (es kursierten verschiedenste Begriffe wie z. B. primary kingdoms, urkingdoms, empire etc.). Eine ausführliche Dokumentation dieser Diskussion sowie der Entwicklung des Archaeen- und des 3-Domänen-Konzepts findet sich bei Jan Sapp.
Nach 13-jähriger Zusammenarbeit schlugen Carl Woese und Otto Kandler in ihrer Veröffentlichung im Jahr 1990 (Woese, Kandler, Wheelis) den heute als „Tree of Life“ bekannten Stammbaum des Lebens vor und führten den Begriff Domäne als höchste Klassifizierungsebene ein. Ebenso prägten sie erstmals die heute gebräuchlichen Bezeichnungen für die drei Domänen Bacteria, Archaea und Eucarya (später korrigiert zu Eukarya). Die formale Beschreibung des Taxons Archaea erfolgte ebenfalls in der o.g. Veröffentlichung, einer der meist zitierten Arbeiten, die in den Mitteilungen der Amerikanischen Akademie der Wissenschaften veröffentlicht wurde. (Zur Rolle des dritten Autors vgl. Sapp (S. 261f und 386) und Quammen (S. 210f))
In einer zweiten Veröffentlichung betonten sie den Gegensatz zwischen ihrem „natürlichen System“ einer globalen Klassifizierung (einer phylogenetischen Aufteilung) einerseits, und der konventionellen Aufteilung der Organismen in zwei (Prokaryoten, Eukaryoten) oder fünf Gruppierungen (5-Reiche-System) andererseits.
Heute ist die Aufteilung des Stammbaums des Lebens in drei Domänen – auf einer den Reichen (kingdoms) übergeordneten Ebene – Schulwissen.

Die frühe Diversifizierung des Lebens hin zu 3 Domänen mit Kandlers Präzellen-Theorie (Kandler 1998, S. 22)

## Frühe Evolution und Diversifizierung des Lebens
Wie oben beschrieben, hat das Thema frühe Evolution und Diversifizierung des Lebens auf der Erde Kandler seit seiner Jugendzeit beschäftigt. In seinen letzten einschlägigen Publikationen formulierte er seine Präzellen-Theorie, in der er davon ausgeht, dass es keine gemeinsame „erste Zelle“ gegeben haben kann, sondern dass sich jede Domäne durch sukzessive Zellularisierung aus einer multiphänotypischen Population von Präzellen entwickelt haben muss, wobei die „Erfindung“ von Zellhüllen eine wichtige Rolle spielte.
Die nebenstehende schematische Darstellung zeigt sein Konzept einer graduellen Entwicklung und Diversifizierung durch evolutionäre Verbesserungen (die Zahlen weisen dabei auf die einzelnen aufeinanderfolgenden Entwicklungsschritte bzw. auf die Entstehung von Verbesserungen hin und werden unter „weitere Einzelheiten“ genauer erklärt).
Die Bedeutung von Kandlers Arbeiten für unser Verständnis der frühen Evolution des Lebens wurde mehrfach gewürdigt z. B. Müller 1998, Wiegel 1998, Wächtershäuser 2003, und 2006 sowie von Schleifer 2011.

## Angewandte Mikrobiologie und Biotechnologie
Louis Pasteur war eines seiner wissenschaftlichen Vorbilder und er zitierte gerne dessen Ansicht, dass es keine angewandte Wissenschaft gebe, sondern nur die Anwendung von Wissenschaft. Während seiner Zeit als Leiter des Bakteriologischen Instituts der Süddeutschen Versuchs- und Forschungsanstalt für Milchwirtschaft in Freising-Weihenstephan konzentrierte er sich auf die Mikrobiologie der Milch sowie von Milchprodukten und befasste sich beispielsweise mit Methoden der Verlängerung der Haltbarkeit von Milch oder mit der Verwendung von Lactobacillus acidophilus als Startkultur für die Joghurtproduktion. Für die Fermentation von Milch- oder Gemüseprodukten entwickelte er verschiedene Verfahren (weitere Beispiele bei Schleifer 2011). Seine Forschungen über thermophile und methanogene Organismen nutzte er auch im Hinblick auf deren Fähigkeit, Biogas aus Abwasser oder Abfällen zu produzieren.

## Ökologie
Kandlers Rolle als früher Vertreter einer wissenschaftlich-basierten Ökologie ist heute weniger bekannt. Er war Mitbegründer der Kommission für Ökologie der Bayerischen Akademie der Wissenschaften (inzwischen umbenannt in Forum für Ökologie), der er bis 2006 angehörte. Sein eigenes Interesse an Ökologie war sehr breit und reichte von bakteriellen Interaktionen über den Zustand des Waldes bis zur Wiederbesiedlung der Innenstadt von München durch Flechten (Kandler & Poelt 1984). Otto Kandlers eigene Untersuchungen und sein stets auf Fakten ausgerichtetes Denken machten ihn ab etwa 1983 zu einem der wichtigsten, weil kenntnisreichsten, Kritiker an der damaligen vom Bundesministerium für Forschung und Technologie stark geförderten Forschung zum vermeintlichen „Waldsterben“.

## Auszeichnungen
- 1971 Ordentliches Mitglied der Leopoldina[53]
- 1981 Dr. h.c. (Universität Gent)
- 1982 Ehrenmitglied der Regensburgischen Botanischen Gesellschaft
- 1982 Bergey Award (USA) für Verdienste um die Systematik der Bakterien[54]
- 1983 Ordentliches Mitglied der Bayerischen Akademie der Wissenschaften.[15]
- 1983 Ehrenmitglied der Mycological Society of India
- 1984 Hermann-Weigmann-Medaille für Verdienste um die Mikrobiologie der Milch[55]
- 1985 Dr. h.c. (Technische Universität München)
- 1989 Ferdinand-Cohn-Medaille für Verdienste um die Mikrobiologie[56]
- 1991 Ehrenmitglied der Deutschen Botanischen Gesellschaft[57][58]
- 1992 Bundesverdienstkreuz 1. Klasse
- 1994 Ehrenmitglied der Vereinigung für Allgemeine und Angewandte Mikrobiologie[59]
- 2005 Bayerischer Verdienstorden[60]

## Publikationen (Auswahl)
- Otto Kandler: Über die Beziehungen zwischen Phosphathaushalt und Photosynthese: I. Phosphatspiegelschwankungen bei Chlorella pyrenoidosa als Folge des Licht-Dunkel-Wechsels. Zeitschrift für Naturforschung 5b, 423–437, 1950. pdf (PDF; 14 MB)
- Otto Kandler: Energy Transfer through Phosphorylation Mechanisms in Photosynthesis. Annual Review of Plant Physiology 11, 37–54, 1960. doi:10.1146/annurev.pp.11.060160.000345.
- Otto Kandler: Die chemische Zusammensetzung der Bakterienzellwand als chemo-taxonomisches Merkmal. Zentralblatt für Bakteriologie I.Abt.Originale 205, 197–209, 1967.
- Karl-Heinz Schleifer, Otto Kandler: Peptidoglycan Types of Bacterial Cell Walls and their Taxonomic Implications. Bacteriological Reviews 36, 407–477, 1972. PMC 408328 (freier Volltext).
- Otto Kandler, Hans Hippe: Lack of peptidoglycan in the cell walls of Methanosarcina barkeri. Archives of Microbiology 113, 57–60, 1977. doi:10.1007/BF00428580.
- Helmut König, Otto Kandler: N-Acetyltalosaminuronic acid a constituent of the pseudomurein of the genus Methanobacterium. Archives of Microbiology 123, 295–299, 1979. doi:10.1007/BF00406664.
- Otto Kandler: Cell Wall Structures and their Phylogenetic Implications. Zentralblatt für Bakteriologie Mikrobiologie und Hygiene: I. Abt. Originale C: Allgemeine, angewandte und ökologische Mikrobiologie 3, 149–160, 1982. ScienceDirect
- Carl R. Woese, Otto Kandler, Mark L. Wheelis: Towards a natural system of organisms: Proposal of the domains Archaea, Bacteria and Eucarya. In: Proceedings of the National Academy of Sciences. 87(12), 4576–4579, 1990. pdf (PDF)
- Otto Kandler: Cell Wall Biochemistry and Three-Domain Concept of Life. Systematic and Applied Microbiology 16(4), 501–509, 1994. ScienceDirect
- Otto Kandler: Vierzehn Jahre Waldschadensdiskussion: Szenarien und Fakten. Naturwissenschaftliche Rundschau 47, 419–430, 1994. pdf (PDF; 13 MB)
- Otto Kandler: Cell Wall Biochemistry in Archaea and its Phylogenetic Implications. Journal of Biological Physics 20 (1–4), 165–169, 1995, doi:10.1007/BF00700433.
- Otto Kandler: The early diversification of life and the origin of the three domains: A proposal. In: J. Wiegel & M.W. Adams (Hrsg.): Thermophiles: The keys to molecular evolution and the origin of life? (S. 19–31). Taylor and Francis Ltd. London, UK, 1998.
- Otto Kandler, Helmut König: Cell wall polymers in Archaea (Archaebacteria). Cellular and Molecular Life Sciences 54(4), 305–308, 1998. doi:10.1007/s000180050156